# Barnard (månkrater)
För andra betydelser, se Barnard.
Barnard är en nedslagskrater på månen som ligger på den östra randen av månen. Den sitter samman med den sydöstra kraterranden av den stora kratern Humboldt. Abelkratern ligger direkt till söder om den. I nordöst ligger kratern Curie medan Mare Australe ligger till sydöst. Den är uppkallad efter den amerikanske astronomen Edward Barnard.
Formationen har blivit omformad och skev av nedslag som träffat nära den. Insidan är oregelbunden med en inträngning in till sydvästra kraterranden och med fårade formationer främst i den södra halvan. Ett matchande par av mindre kratrar ligger nära mitten av kratergolvet.

## Satellitkratrar
På månkartor är dessa objekt genom konvention identifierade genom att placera ut bokstaven på den sida av kraterns mittpunkt som är närmast kratern Barnard.
| Barnard | Latitud | Longitud | Diameter |
| ------- | ------- | -------- | -------- |
| A       | 31.8° S | 84.5° Ö  | 13 km    |
| D       | 31.4° S | 89.3° Ö  | 47 km    |